# Gagrella crassitarsis
Gagrella crassitarsis is een hooiwagen uit de familie Sclerosomatidae.